# پتروشیمی مروارید
شرکت پتروشیمی مروارید یک شرکت سهامی خاص است که با شماره ۲۵۶۴۴۴ در تاریخ ۱۳ مهر ۱۳۸۴ در اداره ثبت شرکت‌های ایران به ثبت رسیده‌است. موقعیت این شرکت در عسلویه از توابع استان بوشهر است. ظرفیت این شرکت تولید بیش از ۱ میلیون تن محصول در سال است. دانش فنی این طرح را شرکت تکنیپ انرژیز تأمین کرده است. مدیر عامل فعلی این شرکت حسام خوشبین‌فر است.

## تاریخچه
مجتمع پتروشیمی مروارید در زمینی به مساحت تقریباً ۲۰ هکتار در منطقه ویژه اقتصادی پارس جنوبی (عسلویه) و در فاز دوم صنایع پتروشیمی واقع شده‌است. واحد اتیلن این مجتمع در اسفند ماه سال ۱۳۸۸ به بهره‌برداری رسید. در تاریخ ۱۶ مرداد ۱۳۸۹ از طریق سازمان خصوصی‌سازی برای رد دیون دولت به مؤسسه صندوق ذخیره فرهنگیان و سپس طبق قرارداد صلح حقوقی به پتروفرهنگ واگذار شد.

## بورس
پتروشیمی مروارید در بازار سرمایه با نماد شمروارید شناخته می‌شود.

## رکورد شکنی تولید
پس از گزارش شرکت ملی پتروشیمی از میزان تولید اسمی اتیلن در میان پتروشیمی های الفینی پتروشیمی مروارید در شش ماه اول 1402 در صدر تولید کنندگان معرفی شد.

## سهامداران
شرکت پتروشیمی مروارید یک شرکت سهامی خاص به حساب می‌آید که دارای چهار سهامدار عمده است. ۴۶٫۵ درصد از سهام این شرکت به شرکت پترو فرهنگ تعلق دارد. گروه سرمایه‌گذاری تابان فردا (صندوق بازنشستگی نفت) دارای ۳۴ درصد از سهام، شرکت نفت وگاز تأمین (تاپیکو) ۱۷ درصد و سهام ترجیحی پرسنل تقریباً ۲٫۵ درصد از سهام شرکت پتروشیمی مروارید را مالک هستند.

## واحدها
پتروشیمی مروارید دارای دو واحد است.
- واحد الفین
- واحد MEG

## جوایز
کسب رتبه دوم جایزه بین‌المللی مدیریت پروژه در سال ۲۰۱۰ در بین ۵۲ کشور